# Torrent del Sot del Grau
El torrent del Sot del Grau, o Sot d'en Berga, és un torrent del terme municipal de Sant Quirze Safaja, a la comarca del Moianès.
És al sector oriental del terme, en terres de l'antic poble rural de Bertí, a l'angle sud-oriental del terme municipal, en el vessant nord-oriental del Puig Ciró, al capdamunt de la cinglera dels Cingles de Bertí. Des d'aquell lloc davalla cap a ponent, passa a migdia de la Solella del Clascar, i al sud de la masia del Clascar s'aboca en el torrent de Cal Mestret.